# Rhyacophila spinalis
Rhyacophila spinalis är en nattsländeart som beskrevs av Martynov 1930. Rhyacophila spinalis ingår i släktet Rhyacophila och familjen rovnattsländor. Inga underarter finns listade i Catalogue of Life.